# Biočin
Biočin (en serbe cyrillique : Биочин) est un village de Serbie situé dans la municipalité de Raška, district de Raška. Au recensement de 2011, il comptait 29 habitants.

## Démographie
| 1948 | 1953 | 1961 | 1971 | 1981 | 1991 | 2002 | 2011 |
| ---- | ---- | ---- | ---- | ---- | ---- | ---- | ---- |
| 208  | 251  | 273  | 243  | 141  | 76   | 50   | 29   |

|  |